# Játrová omáčka
Játrová omáčka je typicky česká omáčka vyrobená z mletých jater, jíšky, slaniny a cibule, někdy je též přidávána smetana.

## Charakteristika
Omáčka má výraznou játrovou chuť. Lze ji podávat s masem, játry a nebo jen samotnou, jako příloha se obvykle podává knedlík nebo rýže. Typicky se lze s touto omáčkou setkat ve školních a závodních jídelnách.